# Pau Espasa i Anguera
Pau Espasa i Anguera (La Pobla de Cérvoles, les Garrigues, 1835 - Barcelona, 1927) va ser un editor i home de negocis català.
Fill de Josep Espasa i Porta, d'ofici sastre i natural de Lleida, i d'Engràcia Anguera i Miquel, natural de Vilanova de Prades. En 1856 va fundar el seu propi establiment editorial, associant-se en 1860 amb el seu germà Josep Espasa i Anguera, fundant l'editorial Espasa Hermanos. En 1869 funda, amb el seu germà Josep i el seu cunyat Manuel Salvat i Xivixell, l'establiment tipogràfic Espasa Hermanos y Salvat. En febrer de 1877 se separa dels negocis editorials per discrepàncies amb el seu germà Josep, passant a viure des de llavors amb la família Salvat.
Es va casar amb Magdalena Tasso, germana del conegut impressor del segle xix, Luis Tasso. No va tenir fills, però va ser padrí del seu nebot Pau Salvat i Espasa.